# 2022-es kasztíliai és leóni regionális választás
A 2022-es kasztíliai és leóni regionális választást 2022. február 13-án tartották meg Spanyolországban, Kasztília és León autonóm közösségben. A választáson Kasztília és León parlamentjének képviselőit és a régió elnökét választották meg.

## Választási rendszer
A választáson a Kasztília és León Parlamentjének képviselőit választják meg és a régió elnökét, aminek alapja a Spanyol Alkotmány által garantált státuszegyezmény. Általános választójog alapján lehet szavazni: csak azok a 18. életévüket betöltött spanyol állampolgárok szavazhatnak, akinek a régióban van bejelentett lakhelye. A régió külföldön élő állampolgárai levélszavazáson vehetnek részt. A mandátumokat D'Hondt-módszernek megfelelően osztják szét, zárt, listás szavazáson, arányos képviseleti rendszerben. A bejutási küszöb 3%-os. A régiót többmandátumos választókerületekre osztották fel – amik megegyeznek a régió tartományainak területeivel –, a lakosság számarányától függ a kiosztható mandátumok száma:
|                 |                     |
| Választókerület | Elnyerhető mandátum |
| Ávila           | 7                   |
| Burgos          | 11                  |
| León            | 13                  |
| Palencia        | 7                   |
| Salamanca       | 10                  |
| Segovia         | 6                   |
| Soria           | 5                   |
| Valladolid      | 15                  |
| Zamora          | 7                   |

## Jelöltek és pártok
| Választási lista | Választási lista                      | Pártok és jelöltek | Listavezető | Listavezető               | Ideológia                                                           | Előző választás eredménye | Előző választás eredménye | Kormányon | Ref.                       |
| Választási lista | Választási lista                      | Pártok és jelöltek | Listavezető | Listavezető               | Ideológia                                                           | Szavazatok (%)            | Elnyert mandátumok        | Kormányon | Ref.                       |
| ---------------- | ------------------------------------- | --- | ----------- | ------------------------- | ------------------------------------------------------------------- | ------------------------- | ------------------------- | --------- | -------------------------- |
|                  | PSOE                                  | Lista - Citizens–Party of the Citizenry (Cs) |             | Luis Tudanca              | Szociáldemokrácia                                                   | 34.84%                    | 35                        | nem       | [ 1 ]                      |
|                  | PP                                    | Lista - Néppárt (PP) |             | Alfonso Fernández Mañueco | Konzervativizmus Kereszténydemokrácia                               | 31.50%                    | 29                        | igen      | [ 2 ]                      |
|                  | Cs                                    | Lista - Polgárok - A Polgárság Pártja (Cs) |             | Francisco Igea            | Liberalizmus                                                        | 14.94%                    | 12                        | nem       | [ 3 ]                      |
|                  | Unidas Podemos                        | Lista - Podemos (Podemos) - Egyesült Baloldal (IUCyL) – Kommunista Párt (PCCyL) – Hajnal- Marxista Szervezet (La Aurora (om)) – Republikánus Baloldal (IR) - Zöld Szövetség (AV) |             | Pablo Fernández           | Baloldali populizmus Közvetlen demokrácia Demokratikus szocializmus | 7.29%                     | 2                         | nem       | [ 4 ] [ 5 ]                |
|                  | Vox                                   | Lista - Vox (Vox) |             | Juan García-Gallardo      | Jobboldali populizmus Ultranacionalizmus Nemzeti konzervativizmus   | 5.50%                     | 1                         | nem       | [ 6 ]                      |
|                  | Leóni Népi Unió                       | Lista - Leóni Népi Unió (UPL) |             | Luis Mariano Santos       | Regionalizmus Autonomizmus                                          | 2.04%                     | 1                         | nem       | [ 7 ]                      |
|                  | Ávilaért                              | Lista - For Ávila (XAV) |             | Pedro Pascual             | Regionalizmus                                                       | 0.69%                     | 1                         | nem       | [ 8 ]                      |
|                  | Néptelen Spanyolország–Soria Gyerünk! | Lista - Soria Now! (SY) - Burgos Roots (Burgos Enraíza) - Clean Plateau (Meseta Limpia) - Aprodespa (Aprodespa)                                                                  |             | Ángel Ceña                | Lokalizmus Ruralizmus                                               | új párt                   | új párt                   | nem       | [ 9 ] [ 10 ] [ 11 ] [ 12 ] |

## Szlogenek
| Párt/koalíció neve | Párt/koalíció neve     | Eredeti szlogen                   | Magyar fordítás              | Ref.   |
| ------------------ | ---------------------- | --------------------------------- | ---------------------------- | ------ |
|                    | PSOE                   | « Cambio y esperanza »            | "Változás és remény"         | [ 13 ] |
|                    | PP                     | « La fuerza que nos mueve »       | "Az erő, amely hajt minket"  | [ 14 ] |
|                    | Cs                     | « El valor de la palabra »        | "A szó értéke"               | [ 15 ] |
|                    | Podemos–IU–AV          | « Que tu voz se escuche »         | "Hadd hallják meg a hangod!" | [ 16 ] |
|                    | Vox                    | « Siembra »                       | "Vessük el a magot!"         | [ 17 ] |
|                    | UPL                    | « ¡Lo vamos a conseguir! »        | "Meg fogjuk csinálni!"       | [ 18 ] |
|                    | Ávilaért               | « Lo primero, nuestra provincia » | "Az első, a tartományunk!"   | [ 19 ] |
|                    | Néptelen Spanyolország | « ¡Es el momento! »               | "Itt az idő!"                | [ 20 ] |

2021 szeptemberében civil szervezetként megalapították a Néptelen Spanyolország (spanyolul: España Vacía) szervezetet. A szervezettel fel akarták hívni a döntéshozók figyelmét Spanyolország rohamosan elnéptelenedő és falusi tartományaira. A szervezet bejelentette, hogy a legközelebbi parlamenti választáson szeretnének indulni. A szervezetet a Teruel Létezik szervezet sikere inspirálta, akik a 2019. novemberi általános választáson bejutottak a Képviselőházba és a Szenátusba is.

## Eredmények
| |                                                                   |                           |                           |                           |                    |                    |
| Pártok/koalíciók | Pártok/koalíciók                                                  | Többmandátumos szavazatok | Többmandátumos szavazatok | Többmandátumos szavazatok | Elnyert mandátumok | Elnyert mandátumok |
| Pártok/koalíciók | Pártok/koalíciók                                                  | Szavazatok száma          | Szavazatok (%)            | ±pp                       | Összesen           | +/−                |
| | Néppárt (PP)                                                      | 382,157                   | 31.40                     | –0.10                     | 31                 | +2                 |
| | Spanyol Szocialista Munkáspárt (PSOE)                             | 365,434                   | 30.02                     | –4.82                     | 28                 | –7                 |
| | Vox (Vox)                                                         | 214,668                   | 17.64                     | +12.14                    | 13                 | +12                |
| | Unidas Podemos (Podemos–Egyesült Baloldal–Zöld Szövetség)1        | 62,138                    | 5.11                      | –2.18                     | 1                  | –1                 |
| | Polgárok – A Polgárság Pártja (Cs)                                | 54,721                    | 4.50                      | –10.44                    | 1                  | –11                |
| | Leóni Népi Unió (UPL)                                             | 52,098                    | 4.28                      | +2.24                     | 3                  | +2                 |
| | Üres Spanyolország–Soria Gyerünk! (EV–SY)                         | 39,040                    | 3.21                      | New                       | 3                  | +3                 |
| Üres Spanyolország (España Vaciada) | 19,655                                                            | 1.61                      | New                       | 0                         | ±0                 |                    |
| Soria! Gyerünk (SY) | 19,385                                                            | 1.59                      | New                       | 3                         | +3                 |                    |
| | Ávilaért (XAV)                                                    | 13,875                    | 1.14                      | +0.45                     | 1                  | ±0                 |
| | Állatkínzásellenes Állatvédelmi Párt (PACMA)                      | 6,572                     | 0.54                      | –0.09                     | 0                  | ±0                 |
| | Kasztíliai Párt –Közemberek Vidéke–Nulla Megszorítás (PCAS–TC–RC) | 2,851                     | 0.23                      | New                       | 0                  | ±0                 |
| | El Bierzo Koalíciója –El Bierzo Létezik (CBierzo–BEX)             | 2,521                     | 0.21                      | –0.06                     | 0                  | ±0                 |
| | Zamora Dönt (Zamora Decide)2                                      | 2,121                     | 0.17                      | +0.03                     | 0                  | ±0                 |
| | Spanyolország Munkásainak Kommunista Pártja (PCTE)                | 1,359                     | 0.11                      | +0.04                     | 0                  | ±0                 |
| | Egy Jobb Világért (PUM+J)                                         | 1,135                     | 0.09                      | +0.08                     | 0                  | ±0                 |
| | Leóni Regionalista Párt (PREPAL)                                  | 962                       | 0.08                      | –0.02                     | 0                  | ±0                 |
| | Zamoráért (Por Zamora)                                            | 814                       | 0.07                      | New                       | 0                  | ±0                 |
| | Üres Székek (EB)                                                  | 626                       | 0.05                      | New                       | 0                  | ±0                 |
| | Centristák (centrados)                                            | 511                       | 0.04                      | –0.03                     | 0                  | ±0                 |
| | Kasztília és León Regionális Uniója (Unión Regionalista)          | 401                       | 0.03                      | –0.04                     | 0                  | ±0                 |
| | Spanyol Falange (FE de las JONS)                                  | 318                       | 0.03                      | –0.02                     | 0                  | ±0                 |
| | Volt Spain (Volt)                                                 | 273                       | 0.02                      | New                       | 0                  | ±0                 |
| | Te Hozzájárulásod (TAB)                                           | 149                       | 0.01                      | New                       | 0                  | ±0                 |
| | Spanyol Unionista Párt (PUEDE)                                    | 114                       | 0.01                      | New                       | 0                  | ±0                 |
| | Ébredj fel! (Despierta)                                           | 113                       | 0.01                      | New                       | 0                  | ±0                 |
| | Kasztília és León Városainak Haladó Pártja (PPCCAL)               | 23                        | 0.00                      | New                       | 0                  | ±0                 |
| Blank ballots | Blank ballots                                                     | 12,170                    | 1.00                      | –0.06                     |                    |                    |
| |                                                                   |                           |                           |                           |                    |                    |
| Total | Total                                                             | 1,217,164                 |                           |                           | 81                 | ±0                 |
| |                                                                   |                           |                           |                           |                    |                    |
| Érvényes szavazatok | Érvényes szavazatok                                               | 1,217,164                 | 98.91                     | –0.10                     |                    |                    |
| Érvénytelen szavazatok | Érvénytelen szavazatok                                            | 13,435                    | 1.09                      | +0.10                     |                    |                    |
| Összes szavazat / Változás | Összes szavazat / Változás                                        | 1,230,599                 | 58.75                     | –7.05                     |                    |                    |
| Távolmaradók | Távolmaradók                                                      | 864,024                   | 41.25                     | +7.05                     |                    |                    |
| Választásra jogosultak száma | Választásra jogosultak száma                                      | 2,094,623                 |                           |                           |                    |                    |
| |                                                                   |                           |                           |                           |                    |                    |
| Forrás |                                                                   |                           |                           |                           |                    |                    |
| {{{1}}} 1 A Unidas Podemos eredményei összehasonlítva a következők összesített eredményeivel We Can–Equo és United Left–Anticapitalists a 2019-es választásokon. 2 A Zamora Decides eredményei összehasonlítva a Decide Now összesített eredményeivel a 2019-es választásokon. |                                                                   |                           |                           |                           |                    |                    |

## Választások után
Habár a választásokat a Néppárt nyerte meg, így is a régióban történelmük legrosszabb eredményét érték el. Az előzetes közvélemény-kutatások kényelmes parlamenti többséget és győzelmet jeleztek a Néppártnak, Mañuecót utólag azzal vádolták meg, hogy azért akart előrehozott választást, hogy a madridi, néppárti regionális kormányzó Isabel Díaz Ayuso 2021-es sikerét meglovagolja. Ám a valóságban a VOX-nak sikerült 13 mandátumot szerezni. A választás éjszakáján a VOX elnöke, Santiago Abascal követelte Mañuecótól, hogy a párt regionális elnök-jelöltje Juan García-Gallardo legyen a régió elnök-helyettese és csak ezzel a feltétellel hajlandó a Néppártot támogatni.
Mañueco ragaszkodott a néppárti kisebbségi kormányhoz és figyelmeztette a VOX-ot a koalíciós tárgyalások előtt, hogy "egy lépés sem léphetnek hátra" a nők és az LMBT-jogok terén.
Pedro Sánchez miniszterelnök, szocialista párt elnök azt kérte a Szocialista Munkáspárttól, hogy maradjanak távol Mañueco regionális kormányának a megszavazásakor, hogy megakadályozzák a VOX regionális befolyását. A Néppárttól pedig választ kért, hogy tényleg a szélsőjobbodallal akarnak-e kormányozni. Valamint felszólította a Néppártot hogy szakítsa meg a VOX-szal való koalíciókat országos szinten.
2022 márciusában néppárti-Vox kormánykoalíció alakult a régióban. A VOX-nak következő politikusai kerültek vezető pozícióba: Juan García-Gallardo a régió elnök-helyettese, Carlos Pollán Kasztília és León Parlamentjének házelnöke lett. Mariano Veganzones ipari, kereskedelmi és munkaügyi miniszter, Gerardo Dueñas vidékfejlesztési, mezőgazdasági miniszter és a volt kommunista Gonzalo Santonja lett a turizmus és kulturális miniszter a régióban. Alberto Núñez Feijóo támogatását adta ennek a koalíciónak, a Néppárt elnökségéért zajló kampányában. Donald Tusk, Európai Néppárt elnöke aggodalmát fejezte ki a helyzetre és reméli országos szinten nem ismétlődik meg, hogy mérsékelt, jobboldali párt szélsőjobbal kormányoz.